# Bośnia i Hercegowina na Mistrzostwach Europy w Lekkoatletyce 2014
Bośnia i Hercegowina na Mistrzostwach Europy w Lekkoatletyce 2014 – reprezentacja Bośni i Hercegowiny podczas Mistrzostw Europy w Zurychu liczyła 4 zawodników.

## Występy reprezentantów Bośni i Hercegowiny

### Mężczyźni

#### Konkurencje biegowe
| Konkurencja   | Zawodnik  | Eliminacje | Eliminacje | Półfinał  | Półfinał | Finał      | Finał | Źródło            |
| Konkurencja   | Zawodnik  | Rezultat   | Poz.       | Rezultat  | Poz.     | Rezultat   | Poz.  | Źródło            |
| ------------- | --------- | ---------- | ---------- | --------- | -------- | ---------- | ----- | ----------------- |
| Bieg na 800 m | Amel Tuka | 1:48.07 Q  | 12.        | 1:47.18 Q | 8.       | 1:46.12 NR | 6.    | [ 1 ] [ 2 ] [ 3 ] |

##### Konkurencje techniczne
| Konkurencja    | Zawodnik        | Eliminacje | Eliminacje | Finał    | Finał   | Źródło |
| Konkurencja    | Zawodnik        | Rezultat   | Pozycja    | Rezultat | Pozycja | Źródło |
| -------------- | --------------- | ---------- | ---------- | -------- | ------- | ------ |
| Rzut oszczepem | Dejan Mileusnić | 72.52      | 27.        | NQ       | NQ      | [ 4 ]  |
| Pchnięcie kulą | Hamza Alić      | 19,36      | 19.        | NQ       | NQ      | [ 5 ]  |
| Pchnięcie kulą | Kemal Mešić     | 18,81      | 22.        | NQ       | NQ      | [ 5 ]  |